# Methode Condorcet
De  methode Condorcet is een manier om verkiezingen te houden. De condorcetwinnaar van een verkiezing is de kandidaat die, wanneer om de beurt met elke andere kandidaat vergeleken, wordt verkozen boven de andere kandidaat. Een condorcetwinnaar zal niet altijd bestaan (zie paradox van Condorcet) hetgeen betekent dat een alternatieve winnaar moet worden gekozen.
Elk stemsysteem dat de condorcetwinnaar kiest wanneer die bestaat heet een methode Condorcet, naar de bedenker, de 18e-eeuwse wiskundige en filosoof Condorcet, al lijkt de methode al bedacht te zijn in de 13e eeuw door Ramon Llull.
Andere vergelijkbare termen zijn:
- Condorcetverliezer: de kandidaat die minder gewenst wordt dan elke andere kandidaat in een paarsgewijze vergelijking.
- zwakke condorcetwinnaar: een kandidaat die wint of gelijkstaat met elke andere kandidaat in een paarsgewijze vergelijking. Er kan meer dan een zwakke condorcetwinnaar voorkomen.
- zwakke condorcetverliezer: een kandidaat die verliest of gelijkstaat met elke andere kandidaat in een paarsgewijze vergelijking. Er kan ook meer dan een zwakke condorcetverliezer voorkomen.

## Procedures
Elke stemmer zet de kandidaten in zijn voorkeursvolgorde. Voor elk paar van kandidaten wordt er bepaald hoeveel kiezers de ene kandidaat boven de andere verkiezen (een niet op het lijstje vermelde kandidaat wordt beschouwd als minder gewenst). Als er een kandidaat is die wordt verkozen boven elke andere kandidaat wordt die uitgeroepen tot winnaar.

### Geschillen oplossen
Als er geen initiële winnaar is, moet de winnaar op een andere manier bepaald worden. Er is een aantal manieren om dit te doen:
- Een methode kiest de kandidaat wiens sterkste paarsgewijze verlies het kleinste is van alle kandidaten. Dit staat ook bekend als minimax. Er moet echter nog steeds een maat gekozen worden om de sterkte van een verlies te meten; sommigen gebruiken de marge van het verlies (het verschil tussen de stemmen voor en de stemmen tegen), terwijl anderen het aantal voor-stemmen nemen.
- In een variant die "methode Copeland" heet, is de winnaar de kandidaat die de meeste paarsgewijze vergelijkingen wint. Aannemende dat er geen condorcetwinnaar is, zal de methode Copeland nog steeds vaak tot een patstelling leiden.
- Een alternatieve winnaar kan worden gekozen door met behulp van een Instant Runoff verkiezing (IRV) onder de kandidaten. Dit systeem heet "Condorcet/IRV".
- Kandidaten heten in een "top cycle" (of Smith set) te zijn als elk van hen alle kandidaten buiten de top cycle verslaat in een paarsgewijze competitie, maar niet alle kandidaten binnen de top cycle. Alhoewel dit niet altijd de oplossing biedt voor een patstelling, kan het een bruikbare filter zijn voor andere methodes. Bijvoorbeeld de methode die vaak "Smith/Minimax" genoemd wordt, selecteert met minimax de kandidaat uit Smith set. Op dezelfde manier kunnen andere methodes geconstrueerd worden, zoals "Smith/IRV".
- In plaats van de Smith set kan men de winnaar ook beperken tot de Schwartz set, maar in de praktijk zal dit zelden tot een ander resultaat leiden, met name in publieke verkiezingen.

Het feit dat Condorcet zelf al het debat begon over welke specifieke condorcetmethode aan te bevelen is, maakt de term "Condorcets methode" ambigu.

## Een voorbeeld
Laten we ons een verkiezing voorstellen voor de hoofdstad van Tennessee, een staat in de Verenigde Staten die meer dan 500 mijl groot is, van oost tot west, en slechts 110 mijl van noord tot zuid. Laten we zeggen dat de kandidaten voor de hoofdstad Memphis (in het verre westen), Nashville (in het centrum), Chattanoogah (129 mijl zuidoostelijk van Nashville) en Knoxville (in het verre oosten, 114 ten noordoosten van Chattanooga) zijn. Hier zijn de bevolkingsaantallen per metrogebied (stad plus regio):
- Memphis (Shelby County): 826.330
- Nashville (Davidson County): 510.784
- Chattanooga (Hamilton County): 285.536
- Knoxville (Knox County): 335.749

Laten we zeggen dat in een verkiezing, de kiezers kiezen gebaseerd op de geografische nabijheid. Aannemende dat de bevolkingsverdeling van de rest van Tennessee volgt uit deze bevolkingscentra, is een verkiezing met de volgende percentages een mogelijkheid:
| 42% van de kiezers (dicht bij Memphis) 1. Memphis 2. Nashville 3. Chattanooga 4. Knoxville | 26% van de kiezers (dicht bij Nashville) 1. Nashville 2. Chattanooga 3. Knoxville 4. Memphis | 15% van de kiezers (dicht bij Chattanooga) 1. Chattanooga 2. Knoxville 3. Nashville 4. Memphis | 17% van de kiezers (dicht bij Knoxville) 1. Knoxville 2. Chattanooga 3. Nashville 4. Memphis |

De resultaten zouden als volgt in een tabel kunnen worden gezet:
|                                                              |                                                              | A               | A               | A               | A               |
|                                                              |                                                              | Memphis         | Nashville       | Chattanooga     | Knoxville       |
| ------------------------------------------------------------ | ------------------------------------------------------------ | --------------- | --------------- | --------------- | --------------- |
| B                                                            | Memphis                                                      |                 | [A] 58% [B] 42% | [A] 58% [B] 42% | [A] 58% [B] 42% |
| B                                                            | Nashville                                                    | [A] 42% [B] 58% |                 | [A] 32% [B] 68% | [A] 32% [B] 68% |
| B                                                            | Chattanooga                                                  | [A] 42% [B] 58% | [A] 68% [B] 32% |                 | [A] 17% [B] 83% |
| B                                                            | Knoxville                                                    | [A] 42% [B] 58% | [A] 68% [B] 32% | [A] 83% [B] 17% |                 |
| Resultaten verkiezingen per paar (gewonnen-verloren-gelijk): | Resultaten verkiezingen per paar (gewonnen-verloren-gelijk): | 0-3-0           | 3-0-0           | 2-1-0           | 1-2-0           |
| Percentage tegenstemmen in de slechtste nederlaag:           | Percentage tegenstemmen in de slechtste nederlaag:           | 58%             | N/A             | 68%             | 83%             |

- [A] staat voor kiezers die de kandidaat boven verkiezen boven de kandidaat links.
- [B] staat voor kiezers die de kandidaat links verkiezen boven de kandidaat boven.
- [NP] staat voor kiezers zonder specifieke voorkeur.

In deze verkiezingen is Nashville de winnaar. Bij andere systemen zou Memphis de verkiezing hebben kunnen winnen doordat er meer mensen zijn. Nashville won echter meteen elke gesimuleerde paarsgewijze verkiezing. Merk op dat Knoxville in dit voorbeeld zou winnen wanneer er gebruik werd gemaakt van Instant Runoff Voting.

## Condorcet vergeleken metInstant Runoff
Er zijn redelijke argumenten om het condorcetcriterium te beschouwen als een vereiste van een stemsysteem: als er een condorcetwinnaar is, zou deze als de (enige) winnaar moeten worden gekozen door het systeem. Vanuit dit standpunt is Instant Runoff niet zo goed als het Condorcet-schema, omdat er omstandigheden kunnen voorkomen waarin het systeem niet de condorcetwinnaar verkiest.

## Gebruik van de methode Condorcet
De methode Condorcet wordt anno 2004 niet gebruikt voor verkiezingen van regeringen. Er ontstaat echter wel steun in een aantal publieke organisaties. Organisaties die anno 2004 een variant van de methode Condorcet gebruiken, zijn:
1. Het Debianproject gebruikt de methode Schulze.
2. De organisatie Software in the Public Interest gebruikt de methode Schulze.
3. Het Gentoo Linuxproject gebruikt de methode Schulze.
4. Het UserLinuxproject gebruikt de methode Schulze.
5. Het Free State Project
6. De stemprocedure voor de uk.* hiërarchie van Usenet
7. Five-Second Crossword Competition[1]